# NGC 1717
NGC 1717 је лентикуларна галаксија у сазвежђу Орион која се налази на NGC листи објеката дубоког неба.
Деклинација објекта је - 0° 28' 40" а ректасцензија 4h 58m 44,0s. Привидна величина (магнитуда) објекта NGC 1717 износи 14,2 а фотографска магнитуда 15,2. NGC 1717 је још познат и под ознакама NGC 1709, MCG 0-13-54, CGCG 394-58, NPM1G -00.0168, PGC 16462.